# Province de Huaylas
Vous pouvez partager vos connaissances en l’améliorant (comment ?) selon les recommandations des projets correspondants.
La province de Huaylas (en espagnol : Provincia de Huaylas) est l'une des vingt provinces de la région d'Ancash, au Pérou. Son chef-lieu est la ville de Caraz.

## Géographie
La province couvre une superficie de 2 292,78 km2. Elle est limitée au nord par la province de Corongo, à l'est par la province de Sihuas et la province de Pomabamba, au sud par la province de Pomabamba et à l'ouest par la province du Santa.

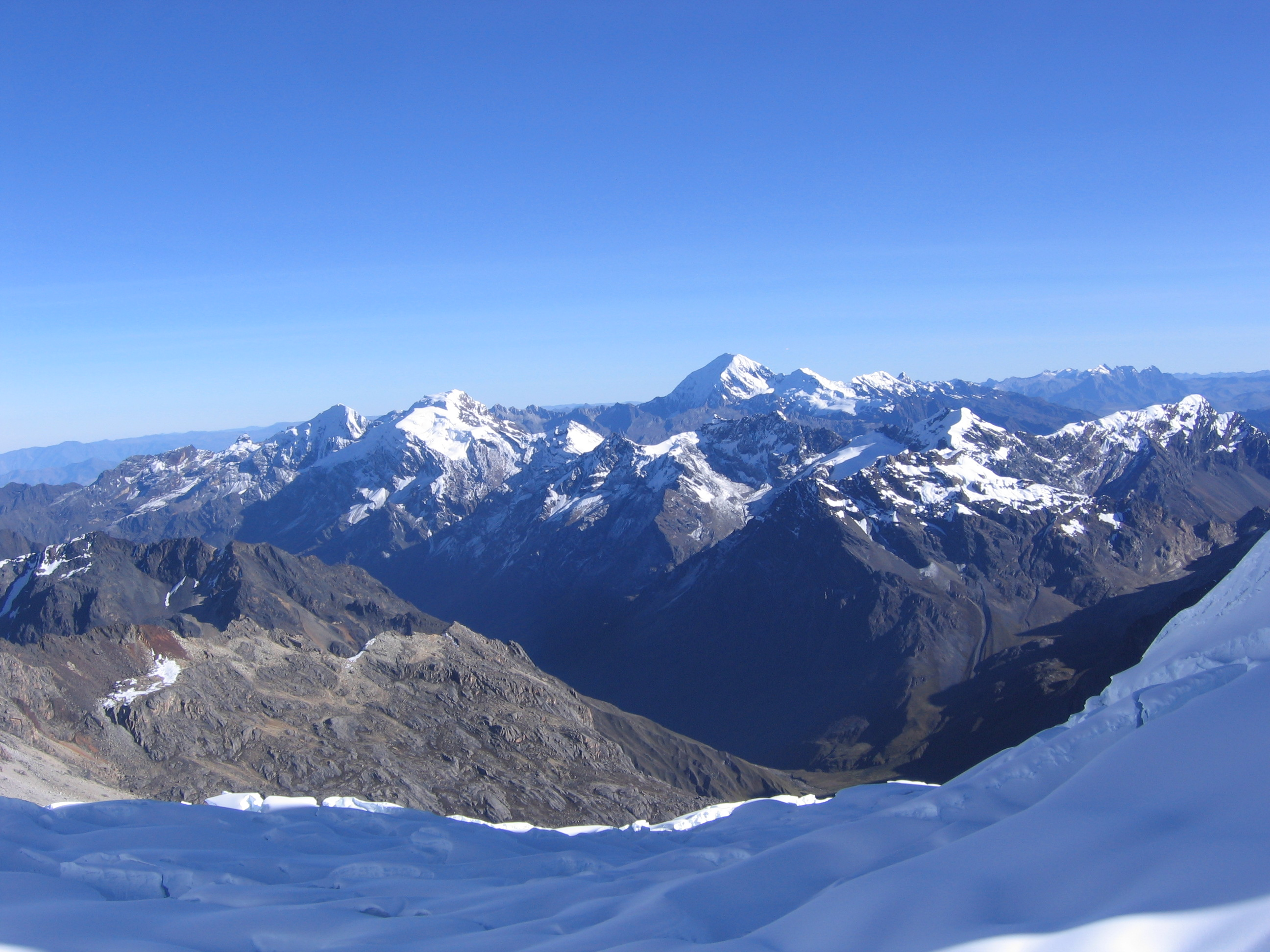
En regardant vers le sud depuis Allpamayu à travers la province

## Histoire
La province a été fondée le 15 juillet 1857.

## Population
La population de la province s'élevait à 53 729 habitants en 2007.

## Subdivisions
La province de Huaylas est divisée en dix districts :
| District      | Chef-lieu     | Carte des districts |
| ------------- | ------------- | ------------------- |
| Caraz         | Caraz         |                     |
| Huallanca     | Huallanca     |                     |
| Huata         | Huata         |                     |
| Huaylas       | Huaylas       |                     |
| Mato          | Villa Sucre   |                     |
| Pamparomas    | Pamparomas    |                     |
| Pueblo Libre  | Pueblo Libre  |                     |
| Santa Cruz    | Santa Cruz    |                     |
| Santo Toribio | Santo Toribio |                     |
| Yuracmarca    | Yuracmarca    |                     |